# American Animals
American Animals és una pel·lícula britànica i estatunidenca de ficció criminal escrita i dirigida per Bart Layton i estrenada el 2018. Està basada en un robatori real que tingué lloc a la biblioteca de la Universitat Transylvania a Lexington (Kentucky) el 2004. Ha estat doblada al català.

## Argument
La narració fa salts freqüents entre entrevistes amb la gent real representada a la pel·lícula i els fets interpretats per actors. El 2003 a Lexington, Kentucky, quatre estudiants s'uneixen per a atracar la biblioteca de la universitat i robar la primera edició del llibre The Birds of America, de John James Audubon, i altres llibres de gran valor.

## Repartiment
- Evan Peters com a Warren Lipka
- Barry Keoghan com a Spencer Reinhard
- Blake Jenner com a Chas Allen
- Jared Abrahamson com a Eric Borsuk
- Udo Kier com a Sr. Van Der Hoek
- Ann Dowd com a Betty Jean Gooch